# Iván Galanin
Iván Vasílievich Galanin (en ruso: Ива́н Васи́льевич Гала́нин; Pojorovka, Imperio ruso, 25 de julio de 1899 – Moscú, Unión Soviética, 12 de noviembre de 1958) fue un oficial militar soviético que combatió en las filas del Ejército Rojo durante la Segunda Guerra Mundial, donde alcanzó el rango de teniente general.
Galanin fue reclutado por el Ejército Rojo en 1919 y luchó como soldado ordinario en la guerra civil rusa. Se convirtió en oficial durante el período de entreguerras y se graduó en la Academia Militar Frunze. Luego, ocupó varios puestos en el Estado Mayor del Distrito Militar de Transbaikal y estuvo al mando de la 57.ª División de Fusileros durante la batalla de Jaljin Gol en 1939. Fue ascendido a comandante del 17.º Cuerpo de Fusileros en la RSS de Ucrania en 1940, y ocupó ese puesto cuando los alemanes lanzaron la operación Barbarroja. Después de liderar el cuerpo en la batalla de Uman y la retirada hacia el este a través de Ucrania, tomó el mando del 12.º Ejército y luego del 59.º Ejército. Desde agosto de 1942 fue subcomandante del Frente de Vorónezh, y en octubre asumió el mando del 24.º Ejército, al que dirigió durante la operación Urano. Después de liderar el 70.º Ejército en la batalla de Kursk, Galanin se convirtió en el comandante del 4.º Ejército de la Guardia, que dirigió durante el resto de la guerra, excepto por un breve período cuando asumió el puesto de comandante del 53.º Ejército. Después de la guerra, fue nombrado subcomandante de un cuerpo de fusileros y se retiró del servicio activo en 1946.

## Biografía

### Infancia y juventud
Iván Galanin nació el 25 de julio de 1899, en Pojorovka, una pequeña localidad rural situada en la gobernación de Nizhni Nóvgorod (ahora en el óblast de Nizhni Nóvgorod en Rusia), entonces parte del Imperio ruso. Galanin fue reclutado por el Ejército Rojo el 5 de abril de 1919. Inicialmente fue enviado al Regimiento de Reserva de Simbirsk como soldado raso. Durante la Guerra civil rusa luchó en el Frente Oriental con el 296.º Regimiento de Fusileros, y desde diciembre sirvió con la 2.ª Brigada de la 25.ª División de Fusileros. En 1920 se unió al Partido Comunista —en esa época conocido como Partido Obrero Socialdemócrata de Rusia (bolchevique)—. En abril de 1920, fue asignado al 38.º Batallón VOKhR de los Urales. En junio, Galanin se inscribió en los 2.º Cursos de Infantería de Moscú. Mientras aún estaba estudiando dirigió una sección de cadetes en la represión de la rebelión de Kronstadt en marzo de 1921.
Después de completar los cursos de infantería en 1923, Galanin comandó un pelotón y una compañía de la Escuela Militar Combinada. En octubre de 1928, se convirtió en jefe de un comando especial, luego en comandante de compañía en la Oficina del Comandante del Kremlin de Moscú. En junio de 1931, completó los cursos de entrenamiento avanzado de Tiro y Táctica para el personal de comando del Ejército Rojo, conocidos de forma coloquial como «curso Vystrel», después de graduarse se convirtió en comandante de compañía de entrenamiento en el 2.º Regimiento de Fusileros de la 1.ª División de Fusileros Proletarios de Moscú. Posteriormente dirigió una compañía de fusileros y un batallón de la división y se graduó de la Academia Militar Frunze en 1936.
Desde noviembre de 1937, Galanin se desempeñó en la sede del Distrito Militar de Transbaikal como subjefe de la 3.ª Sección del 1.er Departamento de Estado Mayor, jefe del 4.º Departamento y subjefe de personal del distrito. En agosto de 1938, se convirtió en comandante de la 57.ª División de Fusileros, que dirigió en la batalla de Jaljin Gol en 1939. Ascendido a mayor general en junio de 1940 y posteriormente fue transferido al Distrito Militar Especial de Kiev para comandar el 17.º Cuerpo de Fusileros.

### Segunda Guerra Mundial
El 22 de junio de 1941, después de que comenzara la invasión alemana de la Unión Soviética, el 17.º Cuerpo de Fusileros, como parte del 18.º Ejército, luchó en las batallas fronterizas, intentando repeler el ataque alemán en la parte occidental de Ucrania. En julio, el cuerpo, como parte del Frente Suroeste y del Frente Sur, luchó al oeste de Stanislav y en la batalla de Uman. Galanin tomó el mando del 12.º Ejército del Frente Sur el 25 de agosto y el 2 de noviembre se transfirió al Frente del Vóljov para comandar el 59.º Ejército. Después de comandar este último ejército durante la ofensiva de Tijvin, se convirtió en comandante del «Destacamento de Ejércitos Galinin» bajo el 16.º Ejército en abril de 1942 en el Frente Occidental.
En octubre de 1942, tomó el mando del 24.º Ejército en el Frente del Don, que participó en la batalla de Stalingrado (incluida la operación Urano). El 27 de enero de 1943, fue ascendido a teniente general. Desde abril de 1943, estuvo al mando del 70.º Ejército del Frente Central, que participó en la batalla de Kursk y en la operación Kutúzov. Comandó el 4.º Ejército de Guardias en la Operación Ofensiva Bélgorod-Járkov. Desde febrero de 1944 estuvo al mando del 53.º Ejército del Segundo Frente Ucraniano durante la batalla de Korsun-Cherkasy. Hasta noviembre de 1944, volvió a comandar el 4.º Ejército de Guardias en la Segunda Ofensiva de Jassy-Kishinev y en la operación Apatin-Kaposvar. Fue el primero en recibir la Orden de Kutúzov de primera clase.

### Posguerra
Después de la guerra, fue subcomandante del 7.º Cuerpo de Fusileros del Grupo de Fuerzas Soviéticas en Alemania. Se retiró del servicio activo el 24 de septiembre de 1946, murió en Moscú el 12 de noviembre de 1958 y fue enterrado en el cementerio Vedenskoye de la capital moscovita.

## Promociones
- Kombrig (4 de noviembre de 1939)
- Mayor general (4 de junio de 1940)
- Teniente general (27 de enero de 1943).[2]

## Condecoraciones
A lo largo de su carrera militar Iván Galanin fue galardonado con las siguientes condecoraciones
|  | Orden de Lenin, dos veces (13 de septiembre de 1944 y 21 de febrero de 1944)           |
|  | Orden de la Bandera Roja, dos veces (1939 y 3 de noviembre de 1944)                    |
|  | Orden de Kutúzov de 1.er grado , dos veces (28 de enero de 1943 y 28 de abril de 1945) |
|  | Orden de Bohdán Jmelnitski de 1.er grado (22 de febrero de 1944)                       |
|  | Medalla del 20.º Aniversario del Ejército Rojo de Obreros y Campesinos (1938)          |
|  | Medalla por la Defensa de Moscú (1944)                                                 |
|  | Medalla por la Defensa de Stalingrado (1942)                                           |
|  | Medalla por la Victoria sobre Alemania en la Gran Guerra Patria 1941-1945 (1945)       |
|  | Medalla Conmemorativa del 800.º Aniversario de Moscú (1947)                            |
|  | Medalla del 30.º Aniversario de las Fuerzas Armadas de la URSS (1948)                  |
|  | Medalla del 40.º Aniversario de las Fuerzas Armadas de la URSS (1957)                  |
|  | Orden de la Bandera Roja (Mongolia)                                                    |